# District de Tay Ho
Tây Hồ est un district urbain (Quận) de Hanoï au  Viêt Nam.

## Lieux et monuments
- Lac de l'ouest (Hanoï)
- Temple de Quan Thanh

## Galerie

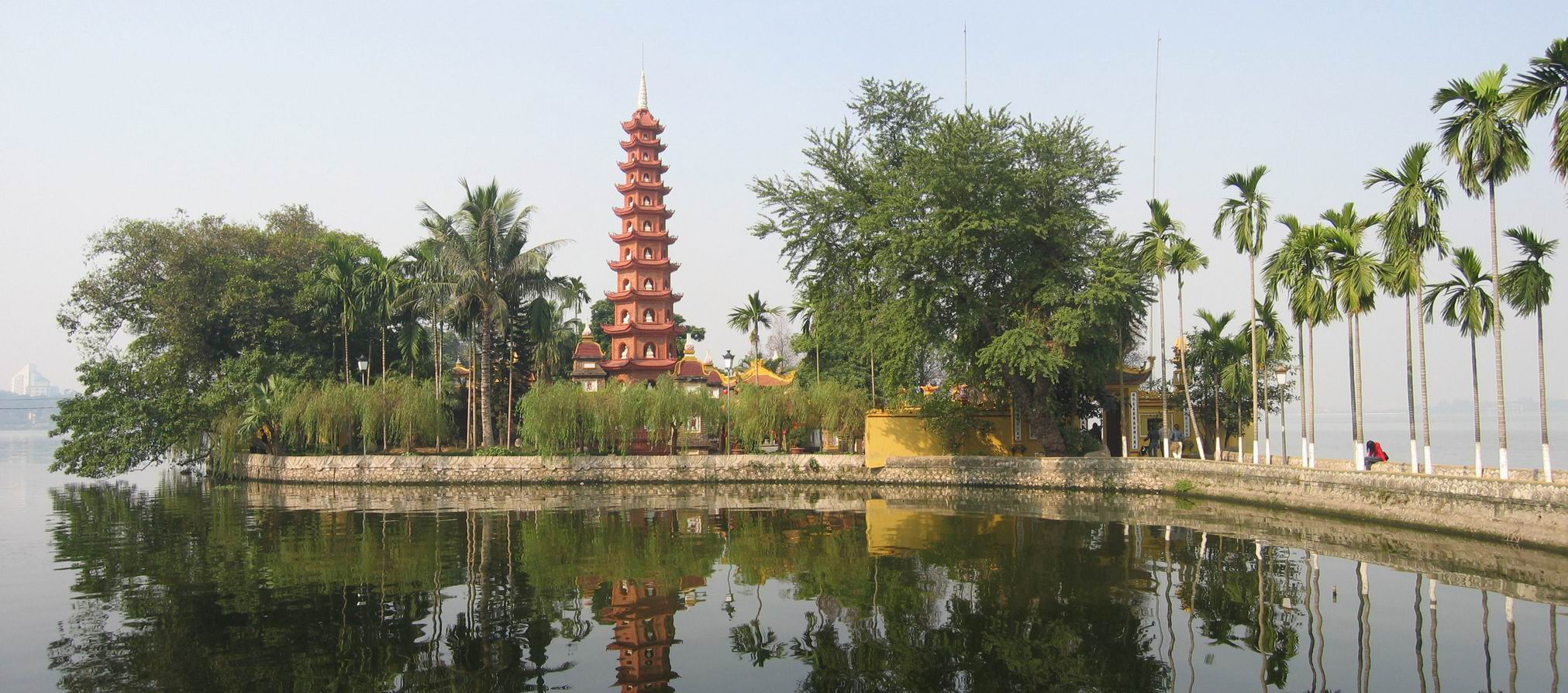
Chua Tran Quoc.
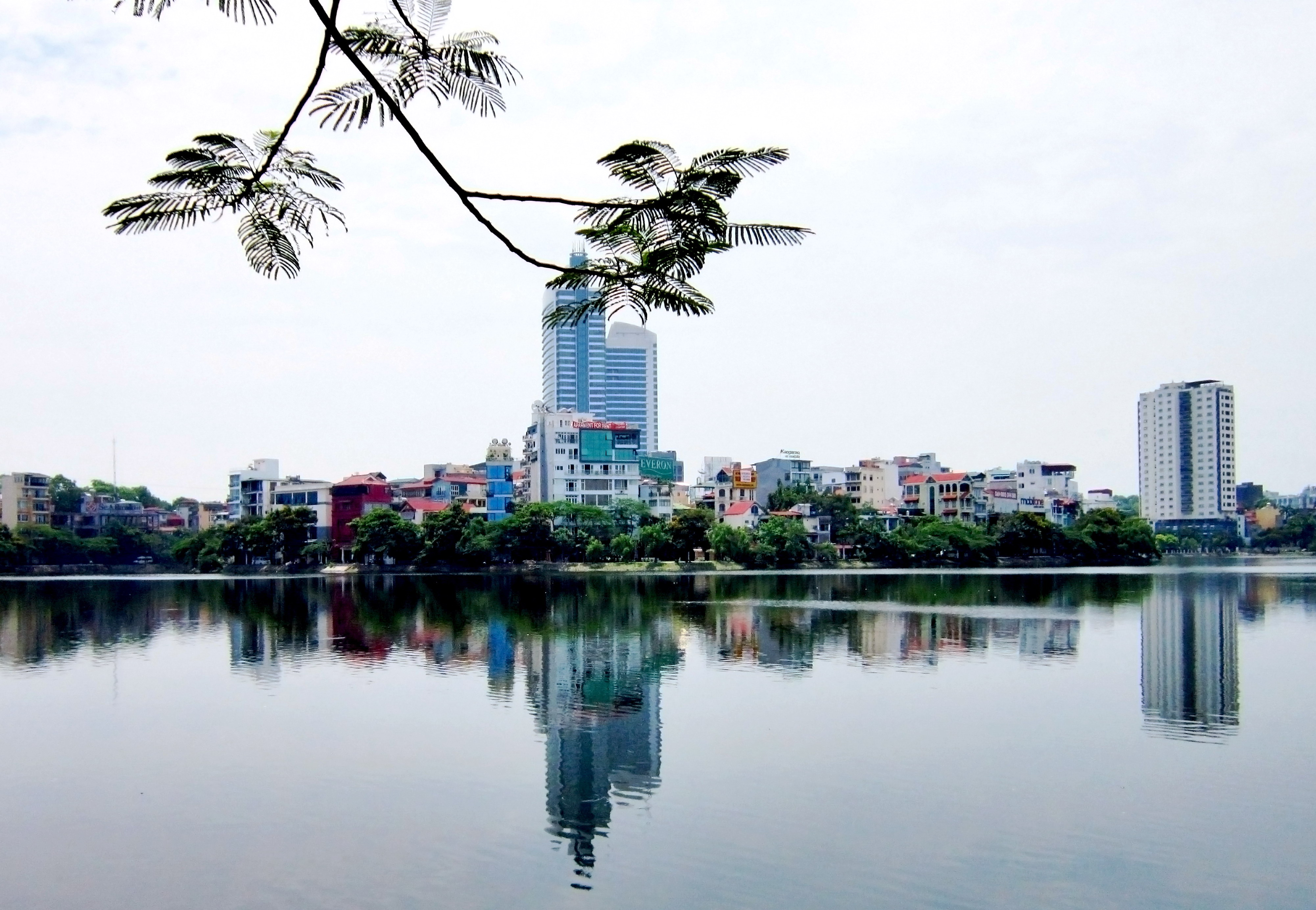
Vue sur le lac de l'Ouest.
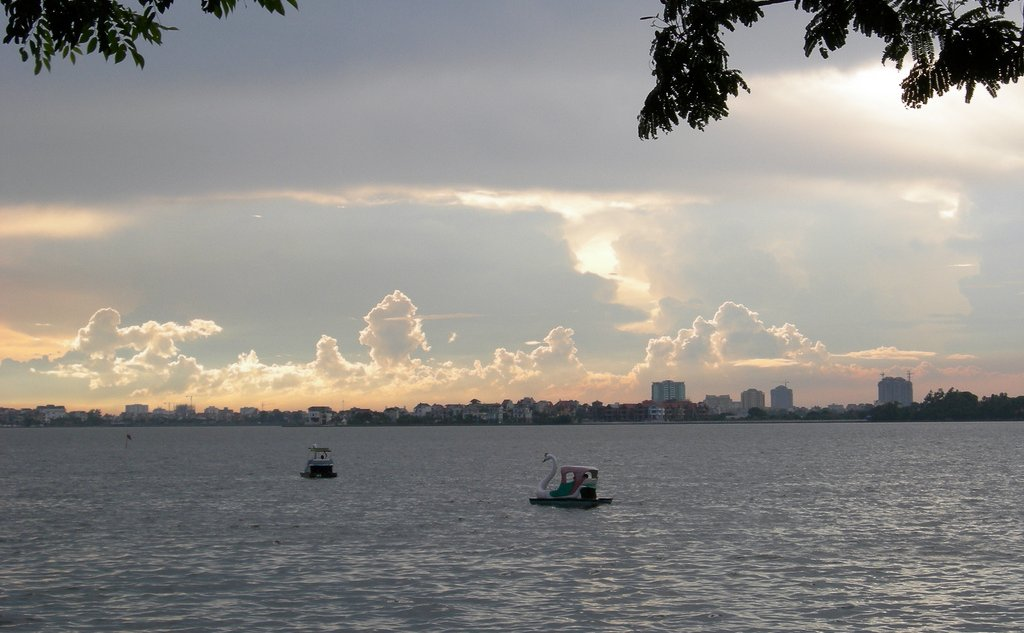
Le Lac de l'ouest.